# Tossal del Puig (Paüls)
El Tossal del Puig és una muntanya de 501 metres que es troba al municipi de Paüls, a la comarca catalana del Baix Ebre.